# Konvencionalna podmornica
Konvencionalne podmornice so vojaške podmornice, ki za pogon uporabljajo diezel oz. električno energijo ali mešanico obeh.

## Pogonski sklop
Največje število podmornic je bilo in je gnano na konvencionalen sistem in je kljub pojavu jedrskega pogona še vedno prisoten zaradi enostavnosti in cenenosti. Pri izbiri pogona moramo biti nadvse previdni, ker le ta obsega skoraj polovico razpoložljive prostornine v trupu podmornice. Ker manjše pomeni šibkejše, se je treba že pri načrtovanju oblike posluževati metod za zmanjševanje upora.
Konvencionalni pogonski sklop lahko razdelimo na štiri osnovne dele:
- pogonski elektromotor
- baterijsko polje
- dizelski generator
- gorivo

### Dieselski stroj
Dieselski stroj je glavni vir energije podmornice. Dizelski stroj je nadomestil prej uporabljane petrolejske in bencinske motorje, ker so bila njihova goriva prenevarna in preobčutljiva. V prvi svetovni vojni so Nemci izdelali zelo močne in zanesljive motorje, temu zgledu so sledile še druge države. Dizelski motor je gnal propelerje do pojava jedrske energije v 60tih letih, sledilo je opuščanje programov, vendar je ostal nenadomestljiv v obalnih podmornicah do približno 2000 ton izpodriva.

### Gorivo
Velikost rezervoarjev določa operativni doseg plovila. Podmornica ne more imeti ogromnih zalog goriva, ker je to shranjeno v balastnih tankih. Porabljeno gorivo zamenja okoliška voda, ki pa ima 25 % večjo gostoto, zaradi tega mora imeti podmornica dodatne regulacijske balastne tanke. Gorivo mora biti odporno na stik z okoliško vodo ker sta tekočini v neposrednem stiku.

### Tihi motor
Motorji za tiho delovanje so v uporabi med nalogami manjše opaznosti. Za doseganje tišjega delovanja se uporablja drsne ležaje, jermenske reduktorje in posredno vodno hlajenje. Najvišje hitrosti so okoli 4 vozlov. Ostali deli pogona, ki niso v uporabi, se oddvojijo s sklopkami. Tihi elektromotor ima desetino moči glavnega in tako omogoča tudi daljšo podvodno avtonomijo.

### Šnorkel
Šnorkel je mehanizem, ki omogoča zajem atmosferskega zraka na periskopski gladini. V osnovni obliki je to cev, ki omogoča povezavo površja z dizelskim motorjem (zajem zraka in izpuh). Težave nastanejo pri nemirni gladini, ker ne sme priti do vdora vode v motor. Prvotni nizozemski načrti so imeli poklopec, ki je zamašil vstopnik zraka, a tako tudi prekinil dovod zraka motorju. Misel na šnorkel so opustili, dokler se niso Nemci v drugi svetovni vojni spomnili, da lahko zrak dovajajo v strojnico, od tam pa ga motor črpa sam. Volumen podmornice je tako postal vmesni rezervoar zraka.

## Razdelitev podmornic
- seznam podmornic prve svetovne vojne
- seznam podmornic druge svetovne vojne
- seznam sodobnih konvencionalnih podmornic